# Sniploa
Sniploa is een geslacht van wantsen uit de familie van de Acanthosomatidae (Kielwantsen). Het geslacht werd voor het eerst wetenschappelijk beschreven door Victor Antoine Signoret in 1863.

## Soorten
Het genus bevat de volgende soorten:

- Sniploa obsoletus Signoret, 1864
- Sniploa shajovskoi Kormilev, 1952